# Gargara nigriceps
Gargara nigriceps är en insektsart som beskrevs av Bierman. Gargara nigriceps ingår i släktet Gargara och familjen hornstritar. Inga underarter finns listade i Catalogue of Life.